# Фудбалска репрезентација Кубе
Фудбалска репрезентација Кубе (шп. Selección de fútbol de Cuba) је фудбалски тим који представља Кубу на међународним такмичењима под контролом Фудбалског савеза Кубе који се налази у оквиру Карипске фудбалске уније и Конкакаф-а. Такође је члан ФИФА.
Куба је била први карипски тим који је ушао у четвртфинале Светског првенства, то су учинили 1938. Тамо су победили Румунију у другој утакмици са 2:1 након што су ремизирали против њих 3: 3 у првој утакмици. Затим су у четвртфиналу елиминисани од Шведске, 8:0. Куба се од тада није вратила на завршницу Светског првенства у фудбалу.
Куба је 1996, 1999. и 2005. године освојила друго место на Карипском купу, а 2012. је освојила Куп Кариба.
Куба је 1947. године заузела друго место у Купу нација Северне Америке у којем су били домаћини турнира.

## Такмичарска достигнућа

### Светско првенство
| Светска првенства | Светска првенства     | Светска првенства     | Светска првенства     | Светска првенства     | Светска првенства     | Светска првенства     | Светска првенства     | Светска првенства     | Светска првенства     |                  | Квалификације    | Квалификације    | Квалификације    | Квалификације    | Квалификације    | Квалификације    | Квалификације |
| Домаћин) година   | Коло                  | Поз                   | Ута.                  | Поб.                  | Нер.*                 | Изг.                  | ГД                    | ГП                    | Реп                   | Рез.             | Ута.             | Поб.             | Нер.*            | Изг.             | ГД               | ГП               |               |
| ----------------- | --------------------- | --------------------- | --------------------- | --------------------- | --------------------- | --------------------- | --------------------- | --------------------- | --------------------- | ---------------- | ---------------- | ---------------- | ---------------- | ---------------- | ---------------- | ---------------- | ------------- |
| 1930.             | Није учествовала      | Није учествовала      | Није учествовала      | Није учествовала      | Није учествовала      | Није учествовала      | Није учествовала      | Није учествовала      | Није учествовала      | Није учествовала | Није учествовала | Није учествовала | Није учествовала | Није учествовала | Није учествовала | Није учествовала |               |
| 1934.             | Није се квалификовала | Није се квалификовала | Није се квалификовала | Није се квалификовала | Није се квалификовала | Није се квалификовала | Није се квалификовала | Није се квалификовала | Није се квалификовала | 2.               | 6                | 2                | 1                | 3                | 13               | 14               |               |
| 1938.             | Четвртфинале          | 7.                    | 3                     | 1                     | 1                     | 1                     | 5                     | 12                    | Репр.                 | Слободна         | Слободна         | Слободна         | Слободна         | Слободна         | Слободна         | Слободна         |               |
| 1950.             | Није се квалификовала | Није се квалификовала | Није се квалификовала | Није се квалификовала | Није се квалификовала | Није се квалификовала | Није се квалификовала | Није се квалификовала | Није се квалификовала | 3.               | 4                | 0                | 1                | 3                | 3                | 11               |               |
| 1954.             | Није прихваћена       | Није прихваћена       | Није прихваћена       | Није прихваћена       | Није прихваћена       | Није прихваћена       | Није прихваћена       | Није прихваћена       | Није прихваћена       | Није прихваћена  | Није прихваћена  | Није прихваћена  | Није прихваћена  | Није прихваћена  | Није прихваћена  | Није прихваћена  |               |
| 1958.             | Није учествовала      | Није учествовала      | Није учествовала      | Није учествовала      | Није учествовала      | Није учествовала      | Није учествовала      | Није учествовала      | Није учествовала      | Није учествовала | Није учествовала | Није учествовала | Није учествовала | Није учествовала | Није учествовала | Није учествовала |               |
| 1962.             | Није учествовала      | Није учествовала      | Није учествовала      | Није учествовала      | Није учествовала      | Није учествовала      | Није учествовала      | Није учествовала      | Није учествовала      | Није учествовала | Није учествовала | Није учествовала | Није учествовала | Није учествовала | Није учествовала | Није учествовала |               |
| 1966.             | Није се квалификовала | Није се квалификовала | Није се квалификовала | Није се квалификовала | Није се квалификовала | Није се квалификовала | Није се квалификовала | Није се квалификовала | Није се квалификовала | 3.               | 4                | 1                | 1                | 2                | 3                | 5                |               |
| 1970              | Није прихваћена       | Није прихваћена       | Није прихваћена       | Није прихваћена       | Није прихваћена       | Није прихваћена       | Није прихваћена       | Није прихваћена       | Није прихваћена       | Није прихваћена  | Није прихваћена  | Није прихваћена  | Није прихваћена  | Није прихваћена  | Није прихваћена  | Није прихваћена  |               |
| 1974.             | Није учествовала      | Није учествовала      | Није учествовала      | Није учествовала      | Није учествовала      | Није учествовала      | Није учествовала      | Није учествовала      | Није учествовала      | Није учествовала | Није учествовала | Није учествовала | Није учествовала | Није учествовала | Није учествовала | Није учествовала |               |
| 1978.             | Није се квалификовала | Није се квалификовала | Није се квалификовала | Није се квалификовала | Није се квалификовала | Није се квалификовала | Није се квалификовала | Није се квалификовала | Није се квалификовала | Плајоф           | 5                | 2                | 2                | 1                | 7                | 5                |               |
| 1982.             | Није се квалификовала | Није се квалификовала | Није се квалификовала | Није се квалификовала | Није се квалификовала | Није се квалификовала | Није се квалификовала | Није се квалификовала | Није се квалификовала | 5.               | 9                | 4                | 3                | 2                | 11               | 8                |               |
| 1986.             | Није учествовала      | Није учествовала      | Није учествовала      | Није учествовала      | Није учествовала      | Није учествовала      | Није учествовала      | Није учествовала      | Није учествовала      | Није учествовала | Није учествовала | Није учествовала | Није учествовала | Није учествовала | Није учествовала | Није учествовала |               |
| 1990.             | Није се квалификовала | Није се квалификовала | Није се квалификовала | Није се квалификовала | Није се квалификовала | Није се квалификовала | Није се квалификовала | Није се квалификовала | Није се квалификовала | 2.               | 2                | 0                | 1                | 2                | 1                | 2                |               |
| 1994.             | Одустала              | Одустала              | Одустала              | Одустала              | Одустала              | Одустала              | Одустала              | Одустала              | Одустала              | Одустала         | Одустала         | Одустала         | Одустала         | Одустала         | Одустала         | Одустала         |               |
| 1998.             | Није се квалификовала | Није се квалификовала | Није се квалификовала | Није се квалификовала | Није се квалификовала | Није се квалификовала | Није се квалификовала | Није се квалификовала | Није се квалификовала | 4.               | 10               | 4                | 1                | 5                | 17               | 18               |               |
| 2002.             | Није се квалификовала | Није се квалификовала | Није се квалификовала | Није се квалификовала | Није се квалификовала | Није се квалификовала | Није се квалификовала | Није се квалификовала | Није се квалификовала | Плејоф           | 8                | 2                | 5                | 1                | 7                | 3                |               |
| 2006.             | Није се квалификовала | Није се квалификовала | Није се квалификовала | Није се квалификовала | Није се квалификовала | Није се квалификовала | Није се квалификовала | Није се квалификовала | Није се квалификовала | Плејоф           | 4                | 2                | 2                | 0                | 8                | 4                |               |
| 2010.             | Није се квалификовала | Није се квалификовала | Није се квалификовала | Није се квалификовала | Није се квалификовала | Није се квалификовала | Није се квалификовала | Није се квалификовала | Није се квалификовала | 4.               | 8                | 3                | 0                | 5                | 13               | 21               |               |
| 2014.             | Није се квалификовала | Није се квалификовала | Није се квалификовала | Није се квалификовала | Није се квалификовала | Није се квалификовала | Није се квалификовала | Није се квалификовала | Није се квалификовала | 4.               | 6                | 0                | 1                | 5                | 1                | 10               |               |
| 2018.             | Није се квалификовала | Није се квалификовала | Није се квалификовала | Није се квалификовала | Није се квалификовала | Није се квалификовала | Није се квалификовала | Није се квалификовала | Није се квалификовала | Плејоф           | 2                | 0                | 2                | 0                | 1                | 1                |               |
| 2022.             | Није се квалификовала | Није се квалификовала | Није се квалификовала | Није се квалификовала | Није се квалификовала | Није се квалификовала | Није се квалификовала | Није се квалификовала | Није се квалификовала | 3.               | 4                | 2                | 0                | 2                | 7                | 3                |               |
| 2026.             | У току                | У току                | У току                | У току                | У току                | У току                | У току                | У току                | У току                | У току           | У току           | У току           | У току           | У току           | У току           | У току           |               |
| Укупно            | Четвртфинале          | 1/22                  | 3                     | 1                     | 1                     | 1                     | 5                     | 12                    |                       |                  | 72               | 22               | 20               | 31               | 92               | 105              |               |

| Прва утакмица      | Куба 3:3 Румунија · (5. јун 1938; Тулуз, Француска) |
| Највећа победа     | Куба 2:1 Румунија · (9. јун 1938; Тулуз, Француска) |
| Највећи пораз      | Куба 0:8 Шведска · (12. јун 1938; Антиб, Француска) |
| Најбољи резултат   | 7. место на Светско првенство у фудбалу 1938.       |
| Најлошији резултат | Н/А                                                 |

### Куп Кариба
| Куп Кариба | Куп Кариба            | Куп Кариба            | Куп Кариба            | Куп Кариба            | Куп Кариба            | Куп Кариба            | Куп Кариба            | Куп Кариба            |
| Година     | Коло                  | Ута.                  | Поб.                  | Нер.*                 | Изг.                  | ГД                    | ГП                    |                       |
| ---------- | --------------------- | --------------------- | --------------------- | --------------------- | --------------------- | --------------------- | --------------------- | --------------------- |
| 1989.      | Није учествовала      | Није учествовала      | Није учествовала      | Није учествовала      | Није учествовала      | Није учествовала      | Није учествовала      | Није учествовала      |
| 1990.      | Није учествовала      | Није учествовала      | Није учествовала      | Није учествовала      | Није учествовала      | Није учествовала      | Није учествовала      | Није учествовала      |
| 1991.      | Одустала              | Одустала              | Одустала              | Одустала              | Одустала              | Одустала              | Одустала              | Одустала              |
| 1992.      | Четврто место         | 5                     | 2                     | 2                     | 1                     | 4                     | 2                     |                       |
| 1993.      | Није учествовала      | Није учествовала      | Није учествовала      | Није учествовала      | Није учествовала      | Није учествовала      | Није учествовала      | Није учествовала      |
| 1994.      | Одустала              | Одустала              | Одустала              | Одустала              | Одустала              | Одустала              | Одустала              | Одустала              |
| 1995       | Треће место           | 5                     | 3                     | 0                     | 2                     | 9                     | 6                     |                       |
| 1996.      | Друго место           | 5                     | 3                     | 1                     | 1                     | 7                     | 2                     |                       |
| 1997.      | Није учествовала      | Није учествовала      | Није учествовала      | Није учествовала      | Није учествовала      | Није учествовала      | Није учествовала      | Није учествовала      |
| 1998.      | Није се квалификовала | Није се квалификовала | Није се квалификовала | Није се квалификовала | Није се квалификовала | Није се квалификовала | Није се квалификовала | Није се квалификовала |
| 1999.      | Друго место           | 5                     | 4                     | 0                     | 1                     | 9                     | 3                     |                       |
| 2001.      | Четврто место         | 5                     | 1                     | 2                     | 2                     | 5                     | 7                     |                       |
| 2005.      | Друго место           | 3                     | 2                     | 0                     | 1                     | 5                     | 2                     |                       |
| 2007.      | Треће место           | 5                     | 2                     | 1                     | 2                     | 7                     | 6                     |                       |
| 2008.      | Четврто место         | 5                     | 2                     | 2                     | 1                     | 7                     | 4                     |                       |
| 2010.      | Треће место           | 5                     | 4                     | 0                     | 1                     | 5                     | 2                     |                       |
| 2012.      | Шампион               | 5                     | 4                     | 0                     | 1                     | 5                     | 2                     |                       |
| 2014.      | Четврто место         | 4                     | 1                     | 2                     | 1                     | 5                     | 5                     |                       |
| 2017.      | Није се квалификовала | Није се квалификовала | Није се квалификовала | Није се квалификовала | Није се квалификовала | Није се квалификовала | Није се квалификовала | Није се квалификовала |
| Укупно     | 1. шампион            | 52                    | 28                    | 10                    | 14                    | 68                    | 41                    |                       |